# Volksunion (Irak)
Die Volksunion (arabisch اتحاد الشعب, DMG Ittiḥād aš-Šaʿb, englisch People’s Union, oder auch Program of People’s Unity), welche bei den Wahlen im Irak am 30. Januar 2005 (siehe Irakische Regierung 2005) antrat, war eine säkulare linksgerichtete Parteienliste der Irakischen Kommunistischen Partei. 
275 Kandidaten, darunter Kommunisten, Liberale, unabhängige patriotische Persönlichkeiten traten für diese Liste an.
Sie erhielten 69.920 Stimmen und damit 2 Sitze in der Nationalversammlung.